# فهرست شرکت‌های هواپیمایی کره شمالی
این فهرستی از شرکت‌های هواپیمایی است که در حال حاضر در کره شمالی فعال هستند.
| شرکت هواپیمایی | تصویر | یاتا | ایکائو | توضیحات |
| -------------- | ----- | ---- | ------ | ------- |
| ایر کوریو      |       | JS   | KOR    |         |